# Joisán
Joisán, khoisan o khoisánido son términos que definen un importante grupo poblacional africano en sentido cultural, étnico, lingüístico y genético; viene de la unión de khoi (khoikhoi) y san, principales grupos que hablan alguna de las lenguas joisanas, caracterizadas por incorporar sonidos de chasquido o cliqueos.
Culturalmente se dividen en:
- San (bosquimanos), tradicionalmente dedicados a la caza y recolección.
- Khoi (hotentotes), dedicados al pastoreo.

Llámase también khoisan (pronúnciese "!koi-san") a poblaciones con mestizaje entre pueblos khoi y san, por ejemplo en algunas poblaciones de las costas de Sudáfrica, de Botsuana y de Angola.
Los joisán conforman uno de los dos grandes grupos en que a veces se divide el África subsahariana en contraposición a los demás pueblos que son mayoritariamente nigero-congoleños (como los bantúes) y tienen con ellos importantes diferencias lingüísticas y de características físicas como el color de piel menos oscura, cabello muy corto distribuido en "granos", nariz más achatada, ojos un tanto mongoloides, mentón grácil y menor estatura. Pero las diferencias más importantes que tienen con la población no solo africana sino del resto del mundo, están a nivel genético; tal como afirma Sarah Tishkoff, genetista en población africana de la Universidad de Pensilvania, que sugiere que los khoisán son el linaje humano con el ADN más antiguo, debido a que probablemente se produjo una fractura genética en África que habría ocurrido a causa de condiciones áridas que llevarían a una escisión entre los seres humanos del este del continente africano y los del sur, pues se sugiere que el África oriental sufrió una serie de fuertes sequías, entre 135 000 y 90 000 años atrás, que casi provocaron la extinción de la especie humana. Esto significa que sería el período más largo en que dos poblaciones humanas modernas han quedado aisladas una de la otra.

## Historia
Se considera a los joisán herederos de la cultura sangoense por el parecido de los restos óseos encontrados. Esta cultura se desarrolló en África central hace más de 130 000 años.
Se expandieron y ocuparon un extenso territorio, la totalidad del África austral y hace 100 000 años llegaron al extremo sur del continente, siendo las primeras poblaciones de Homo sapiens en ocupar África del sur. Allí en la costa se alimentaban de mariscos y dormían en tapetes de pasto tejido.
Hay pinturas rupestres en la cueva Apolo XI en Namibia con una antigüedad de 25 000 años y desde hace 10 000 abundan pinturas y tallados en roca, los cuales están presentes incluso en épocas de la invasión bantú.
Alrededor de hace 2600 años, las poblaciones khoi desarrollaron el pastoreo.
Desde hace 2000 años y hasta aproximadamente el siglo VI, los khoisán fueron desplazados paulatinamente por pueblos principalmente bantúes llegados desde el noroeste y acabaron viéndose reducidos a zonas del suroeste de África, principalmente donde se encuentra el desierto de Kalahari; estos pueblos recién llegados habían alcanzado el neolítico por lo que tenían tradición agrícola y conocían los metales, vinieron en buen número y en muchos casos interactuaron de diverso modo con los joisán.

En verde, lenguas joisanas dentro de África.

## Lenguas
Los chasquidos consonánticos o clics son característicos de las lenguas de la familia joisana, algunas de las cuales tienen hasta 80 tipos diferentes de ellos, el !Xu llega a 141 sonidos. Concretamente, el 70 por ciento de las palabras comienzan con un chasquido, que se dividen en ingresivos cuando el aire entra en la boca y egresivos cuando sale de la boca. Hay chasquidos bilabiales, por ejemplo uno ingresivo que suena como un beso y otros que se realizan con la lengua, dentales, alveolares, laterales y palatales. Se representan en escritura por signos como ≠,! o //. Se cree que algunas lenguas bantúes usan chasquidos por influencia de las lenguas joisanas.

## Evidencia genética

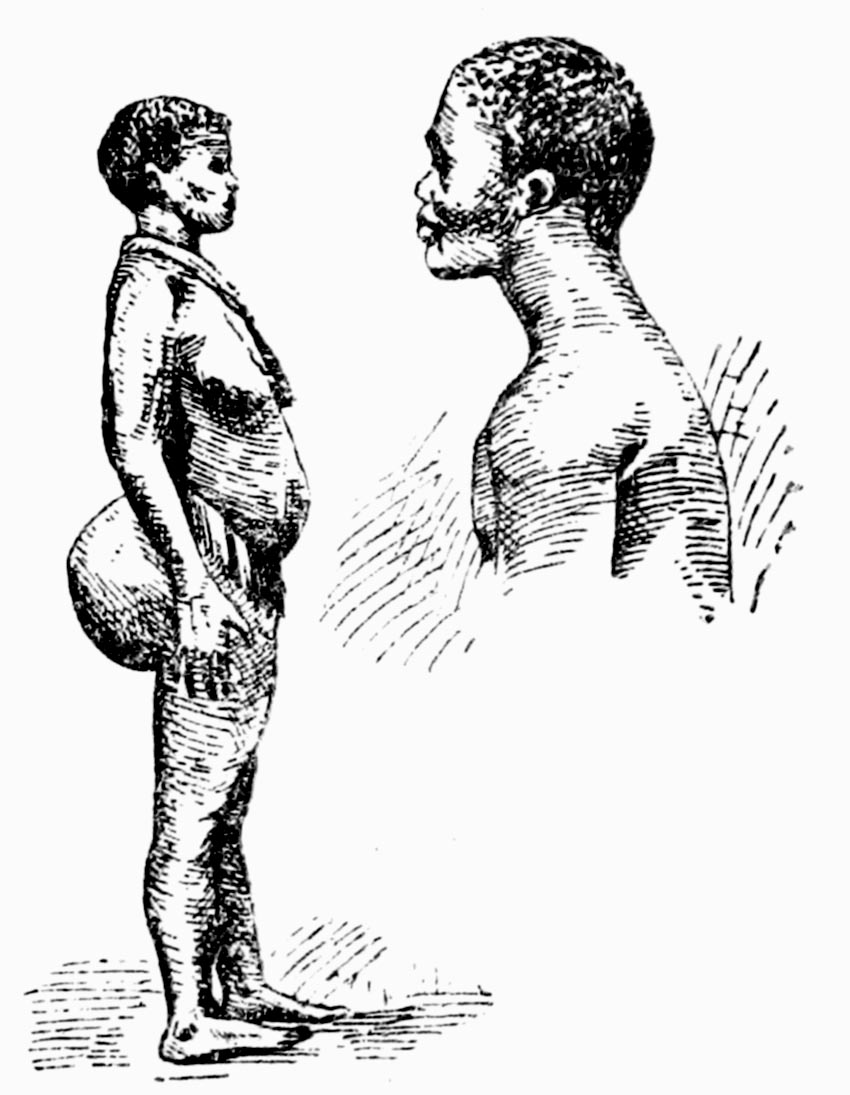
Joisán mujer y hombre, (dibujo hecho en 1900). La mujer exhibe esteatopigia, muy común en las féminas de esta etnia.

Relacionando la "Eva mitocondrial" y su contraparte, el "Adán cromosómico", una de las ramas del camino genético se dirigió hacia el Norte de África; ésta se convertirá con el tiempo en la base genética de toda la humanidad. La otra rama se dirige hacia el Sur del continente y su evolución se desarrolla en esa pequeña porción del planeta. En algún punto de esta segunda rama aparecen los joisán.
El análisis genético en los joisán, presenta mayoritariamente el haplogrupo matrilineal (ADNmt) L0 y el patrilineal (ADN-Y) A.